# Fuwa
Die Fuwa (chinesisch 福娃, Pinyin Fúwá – „Kinder des Glücks“) oder Friendlies waren die Maskottchen der Olympischen Spiele 2008 in Peking. Dabei handelt es sich um die fünf Kinderfiguren Bèibei, Jīngjing, Huānhuan, Yíngying und Nīni. Sie wurden am 11. November 2005, 1001 Tage vor Beginn der Spiele, vom Organisationskomitee der Spiele (BOCOG) der Öffentlichkeit präsentiert.

## Beschreibung
Jeder der fünf Namen ist so gewählt, dass sie einem plausiblen Namen für ein Kleinkind entsprechen. Setzt man die fünf Silben jedoch zusammen, hören sie sich fast genauso an wie der Satz 北京歡迎你 / 北京欢迎你,  Běijīng huānyíng nǐ, was so viel wie „Peking heißt Dich willkommen“ bedeutet. Die ausgewählten Motive symbolisieren dabei die Elemente der Fünf-Elemente-Lehre des Daoismus: Wasser, Holz, Feuer, Erde und Metall. Die Farben der Figuren entsprechen den Farben der olympischen Ringe.

### Bèibei
Bèibei (貝貝 / 贝贝) ist ein weiblicher blauer Fisch, der als sanft und rein charakterisiert wird, das Ideal des Wohlstands symbolisiert und die Schwimmsportarten darstellt. Der Fisch ist neben dem Lotus eine traditionelle Dekoration beim Chinesischen Neujahrsfest.
In der traditionellen chinesischen Kultur repräsentiert der Fisch Wohlstand, weil das Schriftzeichen für Fisch (魚 / 鱼,  yú) sich gleich anhört wie jenes für Überschuss (餘 / 余,  yú). Der „Karpfen, der über das Drachentor springt“ ist eine traditionelle Allegorie für das Umsetzen von Träumen. Die Muster von Beibeis Kopfbedeckung stammen von Gegenständen, die bei Banpo ausgegraben wurden, einem Dorf der jungsteinzeitlichen Yangshao-Kultur.

### Jīngjing
Jīngjing (晶晶) ist ein männlicher, schwarzer Großer Panda. Er wird als ehrlich und optimistisch beschrieben, symbolisiert das Ideal des Glücks und stellt Kraft- und Kampfsportarten wie Gewichtheben oder Judo dar. Die Inspiration stammt von einem lotusförmigen Porzellangefäß aus der Song-Dynastie.
Diese gefährdete Tierart ist ein nationales Symbol für China als auch ein weltweites Symbol für die Umweltbewegung. Jingjings Lebensraum, der Wald, symbolisiert die harmonische Koexistenz zwischen Menschen und der Natur.

### Huānhuan
Huānhuan (歡歡 / 欢欢) ist eine männliche olympische Fackel in roter Farbe. Er wird als extrovertiert und enthusiastisch beschrieben, symbolisiert die Leidenschaft und steht für Ballsportarten.
Die Flamme Huanhuan repräsentiert die Leidenschaft des Sports, den olympischen Geist von „schneller, höher, stärker“ und die Leidenschaft der Olympischen Spiele in Peking. Das Design des Feuers ist von einer Wandmalerei in den Mogao-Grotten inspiriert, den bekanntesten buddhistischen Gebetshöhlen.

### Yíngying
Yíngying (迎迎) ist ein männlicher gelber Tschiru. Er ist lebhaft und munter, steht für das Ideal der Gesundheit und die Leichtathletikdisziplinen.
Diese vom Aussterben bedrohte Tierart lebt in Tibet und Xinjiang und ist für ihre Flinkheit bekannt. Yingyings Kopfbedeckung vereint Elemente traditioneller Trachten aus diesen Landesgegenden.
Exiltibetische Gruppen lehnen die Verwendung der Tibetantilope als olympisches Maskottchen durch China ab. Sie werde benutzt, um – ihrer Ansicht nach ungerechtfertigte – chinesische Machtansprüche über Tibet zu festigen.

### Nīni
Nīni (妮妮) ist eine weibliche grüne Schwalbe. Sie ist unschuldig und ausgelassen, steht für ein gutes Schicksal und repräsentiert Turnen.
In der chinesischen Kultur ist die Schwalbe eine Botschafterin des Frühlings und des Glücks. Das chinesische Schriftzeichen für Schwalbe (燕,  yàn) wird auch in Yanjing (燕京,  Yānjīng) verwendet, einem alten Namen der Stadt Peking.